# ホセ・デ・ヘスス
ホセ・デ・ヘスス（Jose De Jesus、1963年8月12日 - ）は、プエルトリコの男性プロボクサー。カジェイ出身。元WBO世界ライトフライ級王者。

## 来歴
1981年10月2日、デ・ヘススはプロデビューを果たし3回TKO勝ちで白星でデビューを飾った。
1982年5月1日、スティーブ・ウェトストーンと対戦し初黒星となる4回TKO負けを喫した。
1983年6月18日、WBCアメリカ大陸ライトフライ級王者オルランド・マエストレと対戦し2回KO勝ちで王座獲得に成功した。
1986年3月9日、水原市でWBA世界ライトフライ級王者柳明佑と対戦し15回3-0(144-141、146-141、144-143)の判定負けで王座獲得に失敗した。
1988年6月12日、WBA世界ライトフライ級王者柳明佑と2年ぶりの再戦を行ったが12回1-2(115-113、114-115、112-115)の判定負けで又しても王座獲得に失敗した。
1989年5月19日、初代WBO世界ライトフライ級王座決定戦でフェルナンド・マルチネスと対戦し9回負傷判定勝ちを収め念願の王座獲得に成功した。
1989年10月21日、後のWBO世界フライ級王者イシドロ・ペレスと対戦し12回3-0の判定勝ちで初防衛に成功した。
1990年5月5日、アリー・ガルベスと対戦し5回1分38秒TKO勝ちで2度目の防衛に成功した。
1990年11月10日、ジャカルタでアブディー・ポハンと対戦し7回TKO勝ちで3度目の防衛に成功した。
1992年3月、デ・ヘススは負傷を理由に試合ができず、WBOがWBO世界ライトフライ級王座を剥奪した。
1995年6月26日、元WBCライトフライ級王者メルチョ・コブ・カストロと対戦し10回判定負け。
1997年8月30日、後のIBF世界ミニマム級王者エドガル・カルデナスと対戦したが6回失格負け。
1998年4月25日、後のWBO世界フライ級王者ルーベン・サンチェス・レオンと対戦し、8回2分39秒TKO負け。
1998年8月22日、NABF北米スーパーフライ級王者ミゲール・マルチネスと対戦し2回2分16秒TKO負け。
1999年2月27日、マイケル・カルバハルと対戦したが6回終了時棄権負けを喫したのを最後に現役を引退した。

## 獲得タイトル
- WBCアメリカ大陸ライトフライ級王座
- 初代WBO世界ライトフライ級王座（防衛3=剥奪）